# Сухопутные войска Дании
Сухопутные войска Дании (дат. Hæren, фар. Herurin) — вид вооружённых сил Дании. Является сухопутной ветвью обороны Дании, вместе с датской внутренней гвардией. За последнее десятилетие СВ Дании претерпели масштабные изменения в структуре, оснащении и методах обучения, отказавшись от своей традиционной роли защиты от вторжений и сосредоточившись на операциях за пределами территории, в частности, за счет сокращения численности призывного и резервного компонентов и увеличения активного компонента (постоянной армии), перейдя от 60 % вспомогательной структуры и 40 % оперативного потенциала к 60 % боевого оперативного потенциала и 40 % вспомогательной структуры. После полной реализации проекта СВ Дании будут способны развернуть 1500 военнослужащих на постоянной основе на трёх разных континентах непрерывно, или 5000 военнослужащих на более короткий период времени, в международных операциях без необходимости принятия чрезвычайных мер, таких как утверждение парламентом законопроекта о финансировании войны.

## Структура
Структура СВ Дании изменилась в 2015 году, в результате чего Датская дивизия осталась без бригад и войск поддержки, непосредственно подчинённых ей. Две бригады командовали только боевыми батальонами, а подразделения боевой поддержки и материально-технического обеспечения были сгруппированы в различных центрах поддержки. 1-я бригада состояла из четырёх боевых батальонов и выполняла задачи по обеспечению войск для международного развертывания. 2-я бригада состояла из пяти батальонов и занималась обороной датской территории. В центрах поддержки находились подразделения боевой поддержки, материально-технического обеспечения и общего обеспечения армии.
Штаб СВ (Hærstaben)
- Оперативный штаб (Operative Stabe)
  - Датская дивизия, тактический штаб СВ (Danske Division, Hærens Taktiske Stab)
    - 1-я бригада, Международный центр СВ (1. Brigade, Hærens Internationale Center)
      - 1-й механизированный батальон Датской королевской лейб-гвардии (I/LG panserinfanteribataljon), состоит из 3 механизированных рот (вооружены БМП Strf 90)
      - 1-й механизированный батальон Гвардейского гусарского полка (I/GHR panserinfanteribataljon), состоит из 3 механизированных рот (вооружены БМП Strf 90)
      - 2-й механизированный батальон Ютландского драгунского полка (II/JDR panserinfanteribataljon), состоит из 3 механизированных рот (вооружены БМП Strf 90)
      - 1-й артиллерийский дивизион Датского артиллерийского полка (1. Artilleriafdeling) (вооружён самоходными гаубицами M109)

    - 2-я бригада, Боевой центр СВ (2. Brigade, Hærens Kampcenter)
      - 1-й танковый батальон Ютландского драгунского полка (I/JDR Panserbataljon), состоит из трёх танковых эскадронов (вооружены танками Leopard 2A7)
      - 13-й батальон лёгкой пехоты Шлезвигского пехотного полка (XIII/SLFR Lette infanteribataljon), состоит из трёх рот лёгкой мотопехоты (вооружён «MOWAG Piranha»)
      - 5-й учебный батальон Гвардейского гусарского полка (V/GHR Uddannelsesbataljon)
      - 5-й учебный батальон Ютландского драгунского полка (V/JDR Uddannelsesbataljon)
- Боевые полки (Kamptropsregimenter)
  - Королевский лейб-гвардии полк (Den Kongelige Livgarde)
  - Шлезвигский пехотный полк (Slesvigske Fodregiment)
  - Гвардейский гусарский полк (Gardehusarregimentet)
  - Ютландский драгунский полк (Jydske Dragonregiment)
  - Датский артиллерийский полк (Danske Artilleriregiment)
- Полки обеспечения (Tjenestegrensregimenter)
  - Инженерный полк (Ingeniørregimentet, Forsvarets Ingeniør- og CBRN-center)
  - Полк связи (Telegrafregimentet, Forsvarets Føringsstøttecenter)
  - Полк материально-технического обеспечения (Trænregimentet, Hærens Logistikcenter og Forsvarets Militærpoliticenter)
  - Разведывательный полк (Efterretningsregimentet)
- Школы (Skoler (underlagt Forsvarsakademiet))
  - Офицерская школа СВ (Hærens Officersskole)
  - Сержантская школа СВ (Hærens Sergentskole)
- Спецназ (Specielstyrker (underlagt Specialoperationskommandoen))
  - Егерский корпус (Jægerkorpset)
- Командование внутренней стражи (Hjemmeværnskommandoen)

## Вооружение и военная техника
| Изображение               | Тип                   | Производство   | Назначение                      | Количество             | Примечания                                                   |
| Танки                     | Танки                 | Танки          | Танки                           | Танки                  | Танки                                                        |
| ------------------------- | --------------------- | -------------- | ------------------------------- | ---------------------- | ------------------------------------------------------------ |
|                           | Leopard 2A7V          | Германия       | Основной боевой танк            | 15                     |                                                              |
|                           | Leopard 2A5           | Германия       | Основной боевой танк            | 29                     | Ожидают модернизации до уровня Leopard 2A7V                  |
| Боевые машины пехоты      |                       |                |                                 |                        |                                                              |
|                           | CV9035 MkIII          | Швеция         | Боевая машина пехоты            | 44                     |                                                              |
| Бронетранспортёры         |                       |                |                                 |                        |                                                              |
|                           | Piranha III           | Швейцария      | Бронетранспортёр                | 81                     |                                                              |
|                           | Piranha V             | Швейцария      | Бронетранспортёр                | 309                    |                                                              |
|                           | Eagle IV              | Швейцария      | Бронеавтомобиль                 | 84                     |                                                              |
|                           | Eagle V               | Швейцария      | Бронеавтомобиль                 | 59                     |                                                              |
|                           | HMT-400               | Великобритания | Бронеавтомобиль                 | 15                     |                                                              |
| Противотанковые комплексы |                       |                |                                 |                        |                                                              |
|                           | Spike-LR2             | Израиль        | ПТРК                            | Неизвестное количество |                                                              |
|                           | Carl Gustaf           | Швеция         | РПГ                             | Неизвестное количество |                                                              |
| Артиллерия                |                       |                |                                 |                        |                                                              |
|                           | ATMOS 2000            | Израиль        | 155-мм САУ                      | 1                      | Всего было заказано 19 единиц                                |
|                           | Piranha V (Cardom-10) | Швейцария      | 120-мм самоходный миномёт       | 15                     |                                                              |
|                           | Soltam K6B1           | Израиль        | 120-мм миномёт                  | 20                     | По состоянию на 2024 год все миномёты находились на хранении |
|                           | M252                  | США            | 81-мм миномёт                   | Неизвестное количество |                                                              |
| ПВО                       |                       |                |                                 |                        |                                                              |
|                           | FIM-92 Stinger        | США            | ПЗРК                            | Неизвестное количество |                                                              |
| Инженерное оборудование   |                       |                |                                 |                        |                                                              |
|                           | Wisent 1              | Германия       | Инженерная бронированная машина | Неизвестное количество |                                                              |
|                           | BRP-1 Biber           | Германия       | Танковый мостоукладчик          | Неизвестное количество |                                                              |